# Ardakán megye

Jazd tartomány megyéinek elhelyezkedése

Ardakán megye (perzsa nyelven: شهرستان اردکان) Irán Jazd tartományának megyéje az ország középső részén. Jazd tartomány legnagyobb területű megyéje, amely a a tartomány északi részén terül el. Délen Askezar megye, Mejbod megye, Jazd megye, Báfg megye és Behábád megye, délnyugaton Taft megye határolja, míg északról Iszfahán tartománnyal határos, keletről pedig Dél-Horászán tartomány Tabasz megyéje határolja. Székhelye a 75 000 fős Ardakán városa. Összesen három város tartozik a megyéhez: Ardakán, a megye székhelye, Ahmadabád, illetve Agdá. A megye lakossága 97 960 fő. A megye három kerületet foglal magába, amely a Központi kerület, Haránag kerület és Agdá kerület.

## Fordítás
- Ez a szócikk részben vagy egészben  az   Ardakan County című angol Wikipédia-szócikk ezen változatának fordításán alapul.  Az eredeti cikk szerkesztőit annak laptörténete sorolja fel. Ez a jelzés csupán a megfogalmazás eredetét és a szerzői jogokat jelzi, nem szolgál a cikkben szereplő információk forrásmegjelöléseként.